# Banco Comercial do Estado de São Paulo
Banco Comercial do Estado de São Paulo foi um banco brasileiro fundado pelo advogado José Maria Whitaker, constituindo-se num dos mais fortes bancos privados paulistas, no período de 1920 a 1950. Whitaker dirigiu o banco e ocupou sua diretoria até 1967. Após a morte de Whitaker e pressionado pela Reforma Bancária de 1967 que estimulava a concentração bancária, o banco se fundiu ao Banco Brasileiro para a América do Sul (Brasul São Paulo) em 1971. Em setembro de 1972, o Comercial-Brasul foi adquirido pelo Grupo União de Paulo Geyer e Alberto Soares de Sampaio e fundido com os bancos Irmãos Guimarães e Univest para formar o Banco União Comercial (BUC)
A aquisição do Comercial-Brasul pelo Grupo União foi um dos motivos da quebra do Banco União Comercial em 1974. Para financiar a aquisição do Comercial-Brasil, o Grupo União contraiu um empréstimo de 50 milhões de dólares no exterior. Para pagar esse empréstimo o BUC passou a empregar valores dos depositantes do banco, o que era proibido pela legislação. Com o desequilíbrio das contas, o BUC passou a recorrer ao sistema de redesconto do Banco Central até chegar próximo da insolvência. Isso obrigou o governo Geisel intervir e forçar a incorporação do banco pelo Itaú, em setembro de 1974.